# Laothoe austauti
Espèce
Laothoe austauti est une espèce de lépidoptères (papillons) appartenant à la famille des Sphingidae, à la sous-famille des Smerinthinae et à la tribu des Smerinthini. 

## Description
L'espèce est proche de Laothoe populi il existe des formes hybrides.
L'envergure de l'imago varie de 95 à 120 mm.

## Répartition et habitat
Répartition

Répartition de Laothoe austauti.

L'espèce est connue dans les montagnes de l'Atlas et des plaines côtières du Maroc, du nord de l'Algérie, de la Tunisie et des zones désertiques voisines.
Habitat
L'habitat se compose de ruisseaux et de rivières bordés de peupliers et de saules.

## Biologie
Habituellement, l'espèce vole en deux générations en avril / mai et en juillet / août. 
Les chenilles se trouvent d'avril à octobre, principalement en hauteur sur les arbres et rarement près du sol. Les chenilles se nourrissent de peupliers (Populus) et de saules (Salix) et peuvent également être trouvées dans la plupart des espèces végétales introduites par les humains dans leur habitat. La métamorphose a lieu jusqu'à 10 centimètres de profondeur enfouis dans le sol. La chrysalide hiberne.

## Systématique
L'espèce Laothoe austauti a été décrite par l'entomologiste allemand Otto Staudinger, en 1877 sous le nom initial de Smerinthus austanti. 
- La localité type est Ghazaouet anciennement Nemours en Algérie.

L'espèce a été nommée par Staudinger en l'honneur de Jules Léon Austaut, mais Staudinger a fait une erreur et a décrit l'espèce sous le nom de Smerinthus austanti . Ce qui explique pourquoi les deux orthographe se rencontrent. En raison de l'article 33.3.1 du Code international de nomenclature zoologique l'orthographe correcte est Laothoe austauti. 

### Synonymie
- Smerinthus austanti Staudinger, 1877protonyme
- Smerinthus poupillieri Bellier, 1878[3]
- Smerinthus austauti f. staudingeri Austaut, 1879 [4]
- Smerinthus austauti ab. incarnata Austaut, 1880[5]
- Smerinthus austauti ab. mirabilis Austaut, 1883, Le Naturaliste 5: 359 .
- Smerinthus austauti var. staudingeri ab. flava Bartel, 1900[6]
- Amorpha austauti f. aurantiaca Oberthür, 1916[7]
- Amorpha austauti ab. brunnea Huard, 1928[8]